# Список персонажей телесериала «Твин Пикс»
| Группа                              | Имя                                    | Описание | Актёр               |
| ----------------------------------- | -------------------------------------- | --- | ------------------- |
| ФБР                                 | Дейл Купер                             | Главный персонаж сериала. Специальный агент ФБР, расследующий убийство Лоры Палмер. Талантливый, обладающий развитой интуицией молодой агент. Утром любит выпить чашку вкусного чёрного кофе. Глубоко предан своему делу. По ходу сериала влюбляется в Энни Блэкберн. | Кайл Маклахлен      |
| ФБР                                 | Альберт Розенфилд                      | Дерзкий специалист судебно-медицинской экспертизы. Его заносчивость и скверный характер являются главной причиной множества ссор с окружающими. | Мигель Феррер       |
| ФБР                                 | Честер Десмонд                         | Агент ФБР, который загадочно исчез при расследовании смерти Терезы Бэнкс. Персонаж упоминается в сериале «Твин Пикс», но увидеть его можно только в фильме «Твин Пикс: Огонь, иди со мной». | Крис Айзек          |
| ФБР                                 | Сэм Стэнли                             | Специалист по судебно-медицинской экспертизе, помогающий агенту Десмонду в раскрытии убийства Терезы Бэнкс. | Кифер Сазерленд     |
| ФБР                                 | Филлип Джеффрис                        | Исчезнувший специальный агент ФБР, который знал о существовании Чёрного вигвама и его обитателях. Сам персонаж лишь упоминается в телесериале, появляется Джеффрис только в фильме «Твин Пикс: Огонь, иди со мной». | Дэвид Боуи          |
| ФБР                                 | Роджер Харди                           | Агент отдела служебных расследований ФБР, занимающийся делом специального агента Купера. | Кларенс Уильямс     |
| ФБР                                 | Гордон Коул                            | Глухой, постоянно кричащий шеф регионального бюро ФБР. Начальник агента Купера. | Дэвид Линч          |
| ФБР                                 | Дайана Эванс                           | Секретарша Купера. Не появлялась в телесериале. В каждой серии агент Купер записывал информацию для неё на кассету. При этом не было показано, чтобы он отправил хотя бы одну кассету в ФБР. Тем не менее в одной из серий Дайана прислала Куперу беруши, в другой — комплект порнографических журналов «Мир плоти» за три года. | Лора Дерн           |
| Департамент Шерифа города Твин Пикс | шериф Гарри С. Трумен                  | Главный помощник агента Купера в расследовании убийства. Любовник Джози Пэккард. | Майкл Онткин        |
| Департамент Шерифа города Твин Пикс | помощник Энди Бреннен                  | Неуверенный в себе, в департаменте занимается оформлением документов и фотографированием мест преступления. Не переносит кровь, любое насилие. Влюблён в Люси. | Гарри Гоаз          |
| Департамент Шерифа города Твин Пикс | помощник Хоук (Томми Хилл)             | Индеец, следопыт. Не спешит с выводами, но в них уверен. Атлетического телосложения, стрелок, не уступающий в меткости Куперу и Трумену. Знаток индейской мифологии и легенд, носит на себе амулеты предков. | Майкл Хорс          |
| Департамент Шерифа города Твин Пикс | Люси Моран                             | Секретарша в приёмной департамента шерифа Трумэна. Влюблена в Энди Бреннена. | Кимми Робертсон     |
| Семья Палмеров                      | Лора Палмер                            | Жертва жестокого убийства, центральный персонаж всего сериала. Вела двойную жизнь. Её знали все в Твин Пиксе, и все относились к ней по-разному. | Шерил Ли            |
| Семья Палмеров                      | Лиланд Палмер                          | Отец Лоры Палмер. Один из главных персонажей сериала. Известен сильным пристрастием к пению и танцам. Давний друг и юрист Бенджамина Хорна. | Рэй Уайз            |
| Семья Палмеров                      | Сара Палмер                            | Мать Лоры Палмер. Психически неуравновешенная женщина, страдающая умственным расстройством. | Грейс Забриски      |
| Семья Палмеров                      | Мэдди Фергюсон                         | Двоюродная сестра Лоры Палмер. Внешне точная копия Лоры, только брюнетка. | Шерил Ли            |
| Семья Хейвордов                     | Уильям Хейворд                         | Лучший доктор госпиталя Твин-Пикса. По совместительству судебно-медицинский эксперт полицейского департамента. | Уоррен Фрост        |
| Семья Хейвордов                     | Эйлин Хейворд                          | Жена Уильяма Хейворда. Скромная и порядочная женщина, прикованная к инвалидному креслу. 20 лет назад была вместе с Бенджамином Хорном, возможно — настоящим отцом Донны. | Мэри Джо Дешанел    |
| Семья Хейвордов                     | Донна Хейворд                          | Лучшая подруга Лоры Палмер. Влюблена в Джеймса Хёрли. | Лара Флинн Бойл     |
| Семья Хейвордов                     | Генриетта Хейворд                      | Младшая сестра Донны, часто помогавшая ей. | Джессика Уолленфелс |
| Семья Хейвордов                     | Герстен Хейворд                        | Младшая сестра Донны и Генриетты. | Алисия Уитт         |
| Семья Хорн                          | Бенджамин Хорн                         | Состоятельный бизнесмен, владеющий отелем «Грейт-Нотерн», универмагом Хорна и заведением «Одноглазый Джек». Был жадным и беспринципным человеком, однако под влиянием событий, происходящих в Твин-Пиксе, после кратковременного помешательства резко меняется и наконец-то находит общий язык со своей дочерью. | Ричард Беймер       |
| Семья Хорн                          | Джерри Хорн                            | Стильный и эксцентричный брат и партнёр Бенджамина. Часто именно благодаря своим нестандартным подходам он помогает в бизнесе своему осторожному брату. | Дэвид Патрик Келли  |
| Семья Хорн                          | Сильвия Хорн                           | Постоянно озлобленная жена Бенджамина. | Джен Д'Арси         |
| Семья Хорн                          | Одри Хорн                              | Дочь Бенджамина и Сильвии, страдающая от нехватки родительской любви и жаждущая приключений. Влюблена в агента Купера. Ловкая обманщица. | Шерилин Фенн        |
| Семья Хорн                          | Джонни Хорн                            | Сын Бенджамина и Сильвии, страдающий аутизмом. С ним занималась Лора Палмер. | Роберт Бауэр III    |
|                                     | Джон Джастис Уиллер                    | друг Бэнджамина, миллионер. | Билли Зейн          |
| Семьи Пэккард и Мартелл             | Джози (Джоселин) Пэккард               | Китаянка из Гонконга, вдова Эндрю Пэккарда. Влюблена в шерифа Трумэна. Лора Палмер учила её английскому языку. | Джоан Чен           |
| Семьи Пэккард и Мартелл             | Эндрю Пэккард                          | Бывший муж Джози, считавшийся погибшим. | Дэн О’Херлихи       |
| Семьи Пэккард и Мартелл             | Кэтрин Мартелл                         | Сестра Эндрю, любовница Бенджамина Хорна, жена Пита Мартелла | Пайпер Лори         |
| Семьи Пэккард и Мартелл             | Пит Мартелл                            | Муж Кэтрин Мартелл. Заядлый рыбак и шахматист. Именно он нашёл труп Лоры Палмер. | Джек Нэнс           |
| Семья Бриггс                        | майор Гарленд Бриггс                   | Майор военно-воздушных сил США. Участник проекта «Голубая книга», исследующего космическое пространство и леса, окружающие Твин-Пикс. Один из участников расследования дела Лоры Палмер. Пытается достучаться до семьи, в частности к Бобби, долгими пафосными лекциями, но, теряя терпение, в одном из эпизодов применяет насилие по отношению к сыну. Однако отношения в семье Бриггсов вполне доброжелательны.                   | Дон Синклер Дэвис   |
| Семья Бриггс                        | Бетти Бриггс                           | Скромная и интеллигентная жена и мать. | Шарлотта Стюарт     |
| Семья Бриггс                        | Бобби Бриггс                           | Непокорный молодой человек, капитан футбольной команды, парень Лоры Палмер, тайный любовник Шелли Джонсон. Торговал наркотиками в школе. | Дана Эшбрук         |
| Семья Хёрли                         | Большой Эд Хёрли                       | Владелец автозаправки, тайный любовник Нормы Дженнингс. | Эверетт Макгилл     |
| Семья Хёрли                         | Надин Хёрли                            | Одноглазая жена Эда, психически больная. Тем не менее, старается быть идеальной женой и домохозяйкой. Необъяснимо обладает огромной физической силой, хотя комплекция у нее обычная. 35 лет. | Уэнди Роби          |
| Семья Хёрли                         | Джеймс Хёрли                           | Племянник Эда, тайный любовник Лоры Палмер, а позже возлюбленный Донны. | Джеймс Маршалл      |
| Семья Дженнингс                     | Норма Дженнингс                        | Хозяйка закусочной «Дабл Р», влюблена в Эда Хёрли. Основала систему доставки горячей пищи престарелым и инвалидам (обед на колёсах). В молодости выиграла конкурс красоты «Мисс Твин-Пикс». | Пегги Липтон        |
| Семья Дженнингс                     | Хэнк Дженнингс                         | Муж Нормы, досрочно освобождённый из тюрьмы. Совершал преступления по заказу. | Крис Малки          |
| Семья Дженнингс                     | Вивиан Смити Найлс                     | Мать Нормы. Ресторанный критик М. Т. Венц. | Джейн Грир          |
| Семья Дженнингс                     | Эрни Нильсен                           | «Профессор», муж Вивиан и компаньон Хэнка. Мошенник и вор, в совершенстве обращается с цифрами. | Джеймс Бут          |
| Семья Дженнингс                     | Энни Блэкберн                          | Младшая сестра Нормы. Бывшая монахиня. Влюблена в Дейла Купера. | Хизер Грэм          |
| Семья Джонсон                       | Лео Джонсон                            | Наркоторговец и дальнобойщик, живущий в Твин-Пиксе. Был любовником Лоры Палмер. Импульсивный и жёсткий человек. Совершал заказные убийства. Во втором сезоне становится полностью недееспособным инвалидом, пребывающем в бессознательном состоянии. | Эрик Да Рэ          |
| Семья Джонсон                       | Шелли Джонсон                          | Юная жена Лео. Работала в закусочной у Нормы. Тайная любовница Бобби Бриггса. | Мэдхен Амик         |
| Семья Милфорд                       | мэр Дуэйн Милфорд                      | Один из самых старых жителей Твин-Пикса, мэр города. | Джон Бойлан         |
| Семья Милфорд                       | Дуглас Милфорд                         | Издатель местной газеты «Twin Peaks Gazette», прославился частыми свадьбами. | Тони Джей           |
| Семья Милфорд                       | Лана Баддинг Милфорд                   | Привлекательная жена Дугласа, известная своим умением очаровывать мужчин. | Робин Лайвли        |
| Семья О’Рейли                       | Блэки О’Рейли                          | Управляющая в заведении «Одноглазый Джек». Бывалая куртизанка, сутенёрша и шантажистка. Бен Хорн в юности пристрастил её к наркотикам. | Виктория Кэтлин     |
| Семья О’Рейли                       | Нэнси О’Рейли                          | Сестра Блэки и возлюбленная Жана Рено | Галин Гёрг          |
| Семья Рено                          | Жак Рено                               | Канадский крупье, торговец наркотиками и бармен в «Доме у дороги». Был сексуальным партнёром (скорее, насильником) Лоры Палмер. | Уолтер Олкевич      |
| Семья Рено                          | Жан Рено                               | Старший и самый опасный из братьев Рено. Маститый преступник. Страховой агент. | Майкл Паркс         |
| Семья Рено                          | Бернард Рено                           | Младший из братьев Рено, торговец наркотиками и уголовник. | Клай Уилкокс        |
| Другие                              | Маргарет Лантерман (Дама с поленом)    | Загадочная пожилая женщина. Постоянно носит с собой полено и разговаривает с ним. Уверена, что в нём поселился дух её погибшего мужа. | Кэтрин Коулсон      |
| Другие                              | Уиндом Эрл                             | Бывший агент ФБР и напарник Купера. Попав под влияние Чёрного вигвама, стал безумным маньяком. | Кеннет Уэлш         |
| Другие                              | доктор Лоуренс Джекоби                 | Эксцентричный психотерапевт. Лечил Лору Палмер, Надин Хёрли и Бенджамина Хорна. | Расс Тэмблин        |
| Другие                              | Томас Экхарт                           | Основной деловой партнер Эндрю Пэккарда, одержимо влюблённый в Джози. | Дэвид Уорнер        |
| Другие                              | Джонс                                  | Помощница Томаса Экхарта | Бренда Стронг       |
| Другие                              | Эмори Бэттис                           | Управляющий универмагом Хорна, вербовал девушек для работы в «Одноглазом Джеке». | Дон Амендолиа       |
| Другие                              | Гарольд Смит                           | Друг Лоры Палмер, страдающий агорафобией. У него Лора прятала свой тайный дневник. | Ленни Фон Долен     |
| Другие                              | Дэннис/Дэни́з Брайсон                   | Агент ATF. Бывший коллега и хороший друг Купера. Дэннис — мужчина, Дэни́з — трансгендерная женщина. | Дэвид Духовны       |
| Другие                              | Ричард Тримейн                         | Высокомерный продавец мужской одежды в универмаге Хорна. Бывший любовник Люси. | Ян Бьюкенен         |
| Другие                              | Майк Нельсон                           | Лучший друг Бобби, чемпион по боксу в школьных соревнованиях и бывший парень Донны. Любовник впавшей в детство Надин Харли. | Гари Хершбергер     |
| Другие                              | Филипп Майкл Жерар (Однорукий человек) | Однорукий торговец, породивший «Человека из другого места». Майкл, альтер эго Филиппа — сущность, аналогичная Бобу: «Когда-то мы были партнёрами, когда-то мы убивали вместе». Неясно, что побудило Майкла порвать с Бобом. | Ал Стробел          |
| Другие                              | Роннетт Пуласки                        | Бывшая работница «Одноглазого Джека» и универмага Хорна. Была с Лорой в ночь её смерти. | Фиби Августин       |
| Другие                              | Эвелин Марш                            | Богатая замужняя женщина, у которой останавливается Джеймс Хёрли. Пытается свалить на Джеймса убийство своего мужа, совершённое её любовником. | Аннетта МакКарти    |
| Другие                              | Тереза Бэнкс                           | Первая жертва, найденная за год до убийства Лоры Палмер. В самом сериале этот персонаж не появляется, её можно видеть лишь в фильме «Твин Пикс: Огонь, иди со мной». | Памела Гидли        |
| Другие                              | певица в «Доме у дороги»               | Известна своим волшебным голосом и потрясающими выступлениями. | Джули Круз          |
| Другие                              | пожилой официант                       | Работает в отеле «Грейт-Нотерн». Как-то связан с Чёрным вигвамом и сообщает Куперу полезную информацию. | Хэнк Уорден         |
|                                     | Скотти                                 | байкер | Родни Харви         |
| Обитатели Чёрного вигвама           | Боб                                    | Зло, не имеющее собственного материального тела в нашем мире. Компенсирует этот недостаток тем, что может вселяться в тела людей, животных, в частности сов. Именно этим объясняется одна из сквозных фраз фильма: «Совы — не то, чем они кажутся». В фильме Боб вселялся в Лиланда Палмера, Джози Паккард. Также пытался завладеть душой Лоры Палмер, но из предсмертных слов Лиланда можно заключить, что попытка была неудачной. | Фрэнк Сильва        |
| Обитатели Чёрного вигвама           | карлик (Человек из другого места)      | Загадочный карлик. Злой дух, похожий на Боба. Он жил в Филиппе, а точнее в его руке, но стал самостоятельным обитателем Чёрного вигвама после того, как Филипп отрезал себе руку. | Майкл Дж. Андерсон  |
| Обитатели Чёрного вигвама           | великан                                | Очень высокий мужчина, помогающий Куперу. Альтер-эго пожилого официанта из отеля. | Карел Стрёйкен      |
| Обитатели Чёрного вигвама           | миссис Тремонд                         | Старуха, связанная с Чёрным вигвамом. Направляет людей к злу. | Франсис Бэй         |
| Обитатели Чёрного вигвама           | Питер Тремонд                          | Маленький мальчик, внук миссис Тремонд. Возможно, само Зло. | Остин Джек Линч     |
| Обитатели Чёрного вигвама           | джазовый певец                         | Джазовый певец, в Чёрном вигваме исполняет песню о сикоморах. | Джимми Скотт        |

По мере раскрытия главной тайны перед зрителем открывается всё разнообразие персонажей телесериала, среди которых выделяются:
- владелец заправки Эд Хёрли по прозвищу «Большой Эд» и его помешанная на занавесках одноглазая жена Надин, чьё визгливое причитание «Эти занавески никак не хотят вешаться» тоже стало крылатой фразой сериала;
- Маргарет Лантерман, эксцентричная «Дама с поленом». По всей видимости, она получает психические послания от полена, которое повсюду носит с собой;
- зловещий дальнобойщик Лео Джонсон, занимается контрабандой наркотиков из соседней Канады. Его жена Шелли тайно встречается с бывшим парнем Лоры, Бобби Бриггсом;
- красивая, но несчастная хозяйка кафе Норма Дженингс, тайная любовь Большого Эда;
- чудак-психиатр доктор Лоуренс Джакоби.